# Prokoenenia celebica
Prokoenenia celebica är en spindeldjursart som beskrevs av Bruno Condé 1994. Prokoenenia celebica ingår i släktet Prokoenenia och familjen Prokoeneniidae. Inga underarter finns listade i Catalogue of Life.